# The Prince of Tides: Original Motion Picture Soundtrack
| Críticas profissionais | Críticas profissionais |
| Avaliações da crítica  | Avaliações da crítica  |
| Fonte                  | Avaliação              |
| ---------------------- | ---------------------- |
| allmusic               | [ 1 ]                  |

The Prince of Tides: Original Motion Picture Soundtrack é a trilha sonora do filme estralado pela Barbra Streisand: The Prince of Tides. O filme foi um grande sucesso e a trilha traz duas canções da Barbra.

## Faixas
1. Main Title [4:27]
2. Teddy Bears [0:55]
3. To New York [1:28]
4. The Bloodstain [1:18]
5. The Fishmarket [0:58]
6. The New York Willies [2:42]
7. The Village Walk [2:59]
8. Lila's Theme [3:09]
9. Home Movies [1:35]
10. Daddy's Home [1:37]
11. The Hallway (Love Theme) [2:43]
12. They Love You Dad [0:43]
13. So Cruel [1:33]
14. Savannah Awakes [1:02]
15. Love Montage [3:59]
16. Tom Comes Home [1:13]
17. The Outdoors [1:16]
18. Tom's Breakdown [1:04]
19. The Street [3:10]
20. For All We Know (instrumental) [2:17](J.F. Coots / S.M. Lewis)
21. The Reunion [2:21]
22. End Credits [3:45]
23. FOR ALL WE KNOW (vocal by Barbra Streisand) [4:14](J.F. Coots / S.M. Lewis)
24. PLACES THAT BELONG TO YOU (vocal by Barbra Streisand) [3:38](J. Newton Howard / A. Bergman / M. Bergman)